# Hypercompe suffusa
Hypercompe suffusa là một loài bướm đêm thuộc phân họ Arctiinae, họ Erebidae.